# Müntschemier
Müntschemier (Frans: (verouderd) Monsmier) is een gemeente en plaats in het Zwitserse kanton Bern, en maakt deel uit van het district Seeland.
Müntschemier telt 1.302 inwoners.